# Plan de reclassement
 (mars 2024).
Si vous disposez d'ouvrages ou d'articles de référence ou si vous connaissez des sites web de qualité traitant du thème abordé ici, merci de compléter l'article en donnant les références utiles à sa vérifiabilité et en les liant à la section « Notes et références ».
 (mars 2024).
La mise en forme du texte ne suit pas les recommandations de Wikipédia : il faut le « wikifier ».
Les points d'amélioration suivants sont les cas les plus fréquents. Le détail des points à revoir est peut-être précisé sur la page de discussion.
- Les titres sont pré-formatés par le logiciel. Ils ne sont ni en capitales, ni en gras.
- Le texte ne doit pas être écrit en capitales (les noms de famille non plus), ni en gras, ni en italique, ni en « petit »…
- Le gras n'est utilisé que pour surligner le titre de l'article dans l'introduction, une seule fois.
- L'italique est rarement utilisé : mots en langue étrangère, titres d'œuvres, noms de bateaux, etc.
- Les citations ne sont pas en italique mais en corps de texte normal. Elles sont entourées par des guillemets français : « et ».
- Les listes à puces sont à éviter, des paragraphes rédigés étant largement préférés. Les tableaux sont à réserver à la présentation de données structurées (résultats, etc.).
- Les appels de note de bas de page (petits chiffres en exposant, introduits par l'outil «  Source ») sont à placer entre la fin de phrase et le point final[comme ça].
- Les liens internes (vers d'autres articles de Wikipédia) sont à choisir avec parcimonie. Créez des liens vers des articles approfondissant le sujet. Les termes génériques sans rapport avec le sujet sont à éviter, ainsi que les répétitions de liens vers un même terme.
- Les liens externes sont à placer uniquement dans une section « Liens externes », à la fin de l'article. Ces liens sont à choisir avec parcimonie suivant les règles définies. Si un lien sert de source à l'article, son insertion dans le texte est à faire par les notes de bas de page.
- La présentation des références doit suivre les conventions bibliographiques. Il est recommandé d'utiliser les modèles {{Ouvrage}}, {{Chapitre}}, {{Article}}, {{Lien web}} et/ou {{Bibliographie}}. Le mode d'édition visuel peut mettre en forme automatiquement les références.
- Insérer une infobox (cadre d'informations à droite) n'est pas obligatoire pour parachever la mise en page.

Pour une aide détaillée, merci de consulter Aide:Wikification.
Si vous pensez que ces points ont été résolus, vous pouvez retirer ce bandeau et améliorer la mise en forme d'un autre article.
Le plan de reclassement est un dispositif obligatoire en France exposé dans l'article L321-4-1 du code du travail:
Elle s'applique à toute société employant plus de 50 salariés qui envisage de procéder au licenciement économique de 10 salariés ou plus sur une même période de 30 jours.

Dans le cadre d'une situation de licenciement ainsi définie, la procédure de licenciement est nulle et de nul effet tant qu'un plan visant au reclassement de salariés s'intégrant au plan de sauvegarde de l'emploi n'est pas présenté par l'employeur aux représentants du personnel, qui doivent être réunis, informés et consultés (information-consultation sur le PSE).

## Le contenu
Ce plan de reclassement a été instauré par la loi "Aubry" du 27 janvier 1993 qui précise qu'il doit comprendre, par exemple :
- des actions en vue du reclassement interne des salariés sur des emplois relevant de la même catégorie d'emplois ou équivalents à ceux qu'ils occupent ou, sous réserve de l'accord exprès des salariés concernés, sur des emplois de catégorie inférieure ;
- des créations d'activités nouvelles par l'entreprise ;
- des actions favorisant le reclassement externe à l'entreprise, notamment par le soutien à la réactivation du bassin d'emploi ;
- des actions de soutien à la création d'activités nouvelles ou à la reprise d'activités existantes par les salariés ;
- des actions de formation, de validation des acquis de l'expérience ou de reconversion de nature à faciliter le reclassement interne ou externe des salariés sur des emplois équivalents ;
- des mesures de réduction ou d'aménagement du temps de travail ainsi que des mesures de réduction du volume des heures supplémentaires effectuées de manière régulière lorsque ce volume montre que l'organisation du travail de l'entreprise est établie sur la base d'une durée collective manifestement supérieure à trente-cinq heures hebdomadaires ou 1 600 heures par an et que sa réduction pourrait préserver tout ou partie des emplois dont la suppression est envisagée.

## Les finalités
Ces précisions ont été apportées afin de donner un contenu tangible au plan social, devenu depuis lors plan de sauvegarde de l'emploi, qui avait été instauré par la loi du 2 août 1989. Concrètement, ces dispositions ont eu pour effet de conduire :
- à l'élaboration et à la diffusion d'un dispositif générique d'aide au reclassement en cas de licenciement collectif pour motif économique, caractérisé par :

-une durée définie d'accompagnement à la recherche d'emploi. Le plus souvent de l'ordre de 9 à 12 mois [source ?], elle peut atteindre 18 mois, voire 2 ans, dans des situations particulièrement difficiles, particulièrement médiatisées et/ou pour des entreprises qui en ont les moyens.
-la mise en place d'une cellule de reclassement (ou antenne de reclassement). Elle sera chargée de la mise en œuvre de l'accompagnement à la recherche d'emploi qui comprendra généralement la réalisation d'un bilan de compétences, l'élaboration d'un projet professionnel, des formations aux techniques de recherche d'emploi, la prospection du marché caché (lequel représenterait environ 70 % du marché de l'emploi [source ?]) par démarchage direct auprès des entreprises du bassin d'emploi, etc.
-la proposition d'offres d'emplois recueillies par la cellule de reclassement. La nature des offres d'emploi qui pourront être proposées à un salarié accompagné par la cellule de reclassement est le plus souvent encadrée par une définition de l'offre valable d'emploi ou de reclassement (OVE ou OVR). Cette définition portera généralement sur le statut de l'emploi proposé (contrat à durée indéterminée, contrat à durée déterminée de plus de 6 mois...), la rémunération offerte (% maximal d'écart à la rémunération antérieure), la distance au domicile (en kilomètres ou en temps de transport) et l'adéquation à la qualification ou au projet professionnel du salarié accompagné
-la mise en place d'une commission de suivi pour la durée de la mise en œuvre du plan. Cette commission comprendra des représentants des salariés et sera chargée de suivre, ou même de piloter lorsqu'elle est dotée d'une capacité décisionnelle, la mise en œuvre et le déroulement des opérations de reclassement
- à une forte croissance du marché du reclassement, l'animation de la cellule de reclassement étant quasi systématiquement confiée à une société ou un organisme spécialisé (marché couvert en France par 4 entreprises de dimension nationale ou internationale et un grand nombre de cabinets plus modestes de dimension inter-régionale, régionale ou locale).

## Controverse
Le reclassement interne s'entendant à l'échelle du groupe, la loi française vise ainsi à contraindre les entreprises à rechercher toutes les possibilités ouvertes aux salariés licenciés d'être reclassés dans des filiales du groupe auquel appartient la société qui les licencie, y compris sur des emplois de catégorie inférieure à celle des emplois qu'ils occupaient.
Se fondant sur une interprétation stricte de cette disposition, une entreprise alsacienne[Laquelle ?] a proposé à ses salariés en fin avril 2005 d'être reclassés dans l'un de ses établissements en Roumanie pour une rémunération de 110€ brut par mois.[réf. nécessaire]
Cette controverse semble avoir définitivement pris fin en France en 2010 avec la promulgation au code du travail de l'article L 1233-4-1.
Voir débat au sénat

## Études et évaluations
- Privé – Public : une analyse des cellules de reclassement par l’examen des jeux d’acteurs Etude de l'IRES sur les cellules de reclassement (2005)
- "Le reclassement des licenciés économiques. 'Acheter la paix sociale' et distribuer les salariés" (2018), https://www.cairn.info/revue-agone-2018-1-page-53.htm.